# 불로뉴 숲

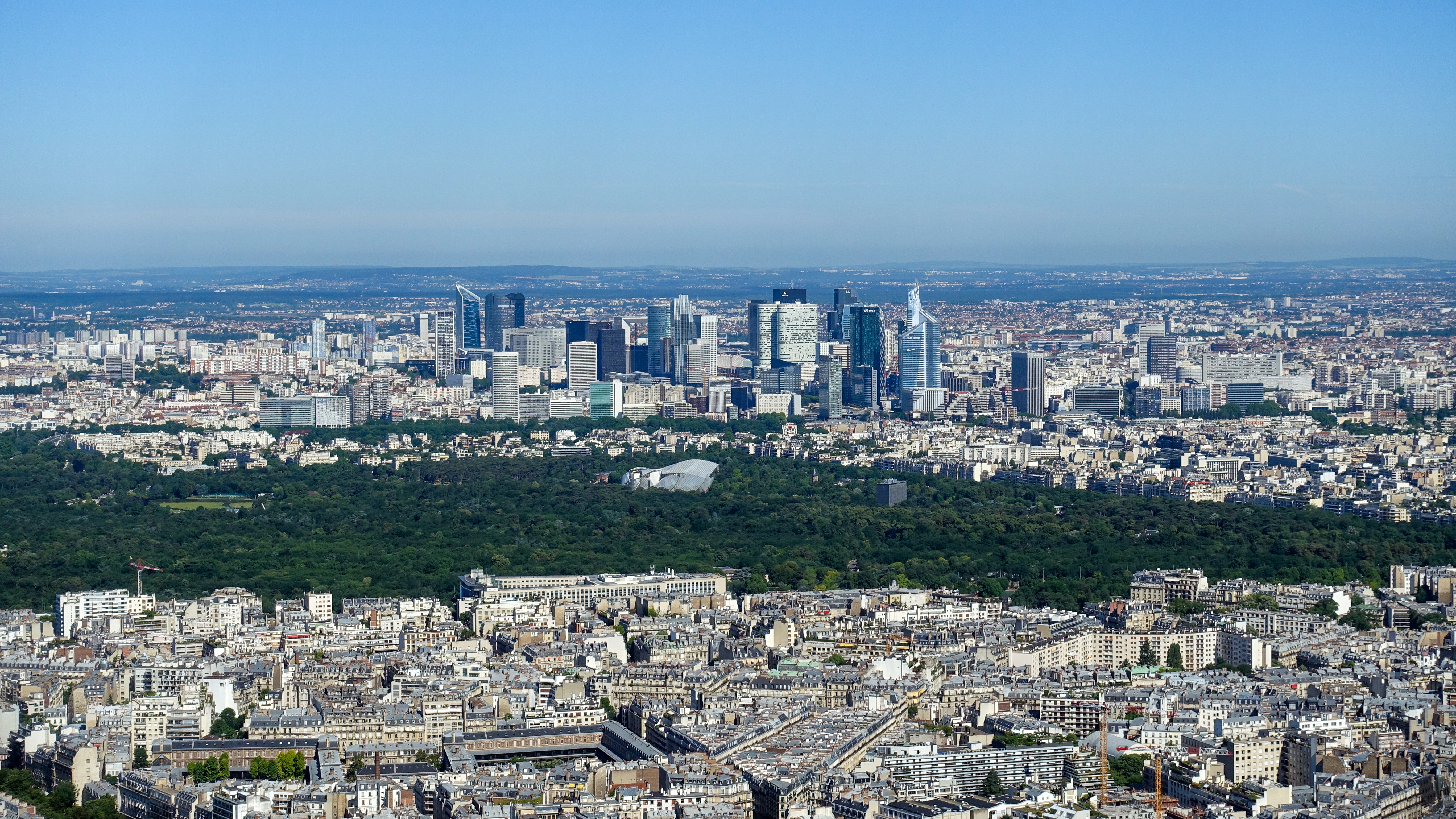
불로뉴 숲

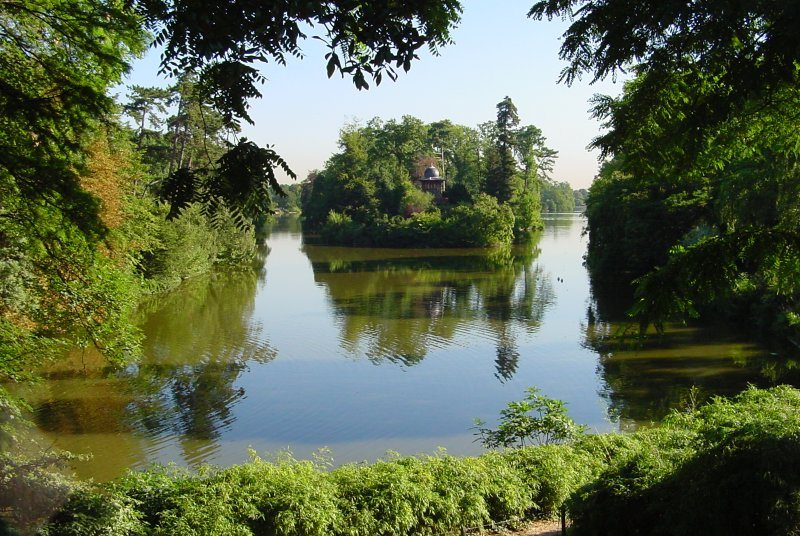
불로뉴 숲의 모습

불로뉴 숲(프랑스어: Bois de Boulogne)은 프랑스 파리 16구에 위치한 삼림공원이다.

## 같이 보기
- 뱅센 숲